# Dorfkirche Wust (Brandenburg an der Havel)

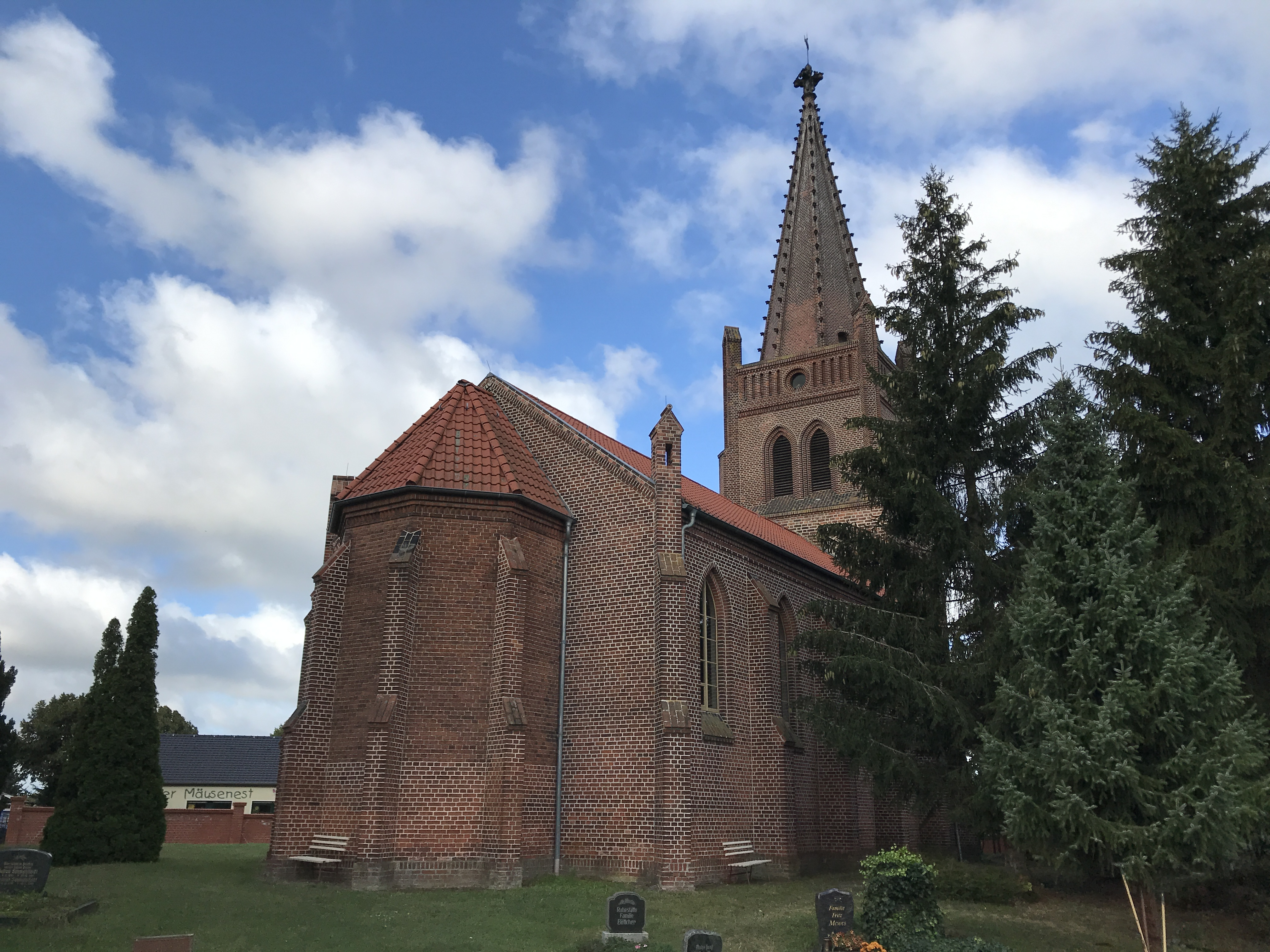
Dorfkirche Wust

Die evangelische Dorfkirche Wust ist eine neugotische Saalkirche in Wust, einem Ortsteil der Stadt Brandenburg an der Havel im Land Brandenburg. Die Kirchengemeinde gehört zum Kirchenkreis Mittelmark-Brandenburg der Evangelischen Kirche Berlin-Brandenburg-schlesische Oberlausitz.

## Lage
Die Bundesstraße 1 führt von Westen kommend in östlicher Richtung südlich am Ort vorbei. Von ihr zweigt die Wuster Straße nach Nordwesten ab und verbindet den historischen Ortskern. Dort steht die Kirche östlich der Straße auf einem Grundstück mit einem Kirchfriedhof, der mit einer Mauer aus rötlichen Mauersteinen eingefriedet ist.

## Geschichte
Die Gemeinde Wust gibt auf einer Informationstafel zum Ort an, dass es im 13. Jahrhundert bereits eine Kirche gegeben hat. Über deren Aussehen und Schicksal ist bislang nichts bekannt. Als sicher gilt, dass es im 15. Jahrhundert einen Vorgängerbau gab, von dem im 21. Jahrhundert noch der Turmunterbau vorhanden ist. Kurz vor 1541 wurde Gollwitz der Pfarrkirche Wust zugewiesen. Das Kirchenpatronat ging vor 1541 an den Rat der Neustadt Brandenburg. In der Mitte des 16. Jahrhunderts gelangte die Kirche als Tochterkirche zu St. Katharinen in Brandenburg an der Havel.
In den Jahren 1880 bis 1882 errichteten Handwerker einen Neubau und bezogen dabei den Turmunterbau der Vorgängerkirche ein. Ursprünglich war geplant, große Teile des Baumaterials wiederzuverwerten, darunter die Dachbalken, die Schieferdeckung des Chors und Teile der Kirchenausstattung. Dies wurde jedoch nur teilweise realisiert. In das Bauwerk wurde jedoch eine Orgel umgesetzt, die 1846 durch den Orgelbauer Heise aus Potsdam errichtet worden war. Das Instrument wurde 1881 durch Carl Eduard Gesell umgebaut. Das Brandenburgische Landesamt für Denkmalpflege und Archäologische Landesmuseum (BLDAM) vermutet, dass der Stadtbaurat Sasse aus Brandenburg möglicherweise der Hauptverantwortliche für den Bau war. Er revidierte die Rechnung des Bauunternehmers Florian. Sasse beauftragte die Stein- und Bildhauerei Ed. Voigt in Brandenburg mit den Steinmetzarbeiten, darunter auch die Sandsteinrahmung des Hauptportals. 1907 wurde der Turmhelm verblendet; 1913 Undichtigkeiten im Turmhelm beseitigt. Die beiden Glocken mussten im Ersten Weltkrieg im Zuge einer Metallspende des deutschen Volkes abgegeben werden und gingen verloren. Im Zweiten Weltkrieg erlitt die Kirchengemeinde dasselbe Schicksal: die neu angeschafften Glocken wurden abermals eingeschmolzen. Im Jahr 1927 wurde im hinteren Bereich des Kirchfriedhofs eine Leichenhalle im Stil des Expressionismus errichtet. Von 1948 bis 1971 wurde die Kirchengemeinde von Brandenburg-Ost betreut. In dieser Zeit wurde im Jahr 1965 die Schiefereindeckung von Kirchenschiff und Chor entfernt und das Schiff mit Biberschwanz, der Chor mit den wiederverwerteten Schieferplatten neu eingedeckt. Zwei Jahre später wurden umfangreiche Ausbau- und Instandsetzungsarbeiten geplant, die jedoch nicht realisiert wurden. Nachdem der letzte Gottesdienst im Jahr 1966 gefeiert wurde, verfiel das ungenutzt Bauwerk zusehends. Der Gemeindekirchenrat gab das Bauwerk 1973 zum Abriss frei: Altar, ein Kreuz, die Taufe und die Kanzel wurden ausgelagert, die Orgel kam für 200 Mark an einen Instrumentensammler, der sie in einem nie realisierten Museum ausstellen wollte. Allerdings wurde der Abriss nicht durchgeführt.
Nach der Wende wurden im Jahr 1990 der Kirchturm sowie die Leichenhalle unter Denkmalschutz gestellt. Ab 1993 musste die noch vorhandene Kirchenausstattung bestehend aus Kanzel, Altar, Bänken und Eingangstür entfernt und die Kirche gesichert werden. In der Kirche verblieben die Fünte, die Empore sowie ein älterer Ofen. 1998 gründete sich ein Förderverein, der sich für die Instandsetzung des Bauwerks einsetzte und bereits im Folgejahr einen ersten Gottesdienst feiern konnte.
Um das Jahr 2000 wurde die Einfriedung des Bauwerks erneuert; 2002 das Kirchenschiff sowie die Eingangstür. Im gleichen Jahr holte die Kirchengemeinde die eingelagerte Kirchenausstattung wieder aus einem Depot in Güstrow zurück in die Kirche. Nach 42 Jahren konnte erstmals wieder ein Gottesdienst in der Kirche gefeiert werden. In den Jahren 2006 und 2007 erfolgte eine Neuverfugung des Mauerwerks sowie eine neue Eindeckung des Turmdachs. Die Kanzel wurde 2013/2014, das Altarretabel in den Jahren 2019 bis 2021 rekonstruiert. 2014 konnten mit EU-Mitteln eine Beleuchtungs- und Tonanlage, Bestuhlung sowie eine Bühne angeschafft werden. Das Bauwerk wird seit dieser Zeit als Veranstaltungsort genutzt.

## Baubeschreibung

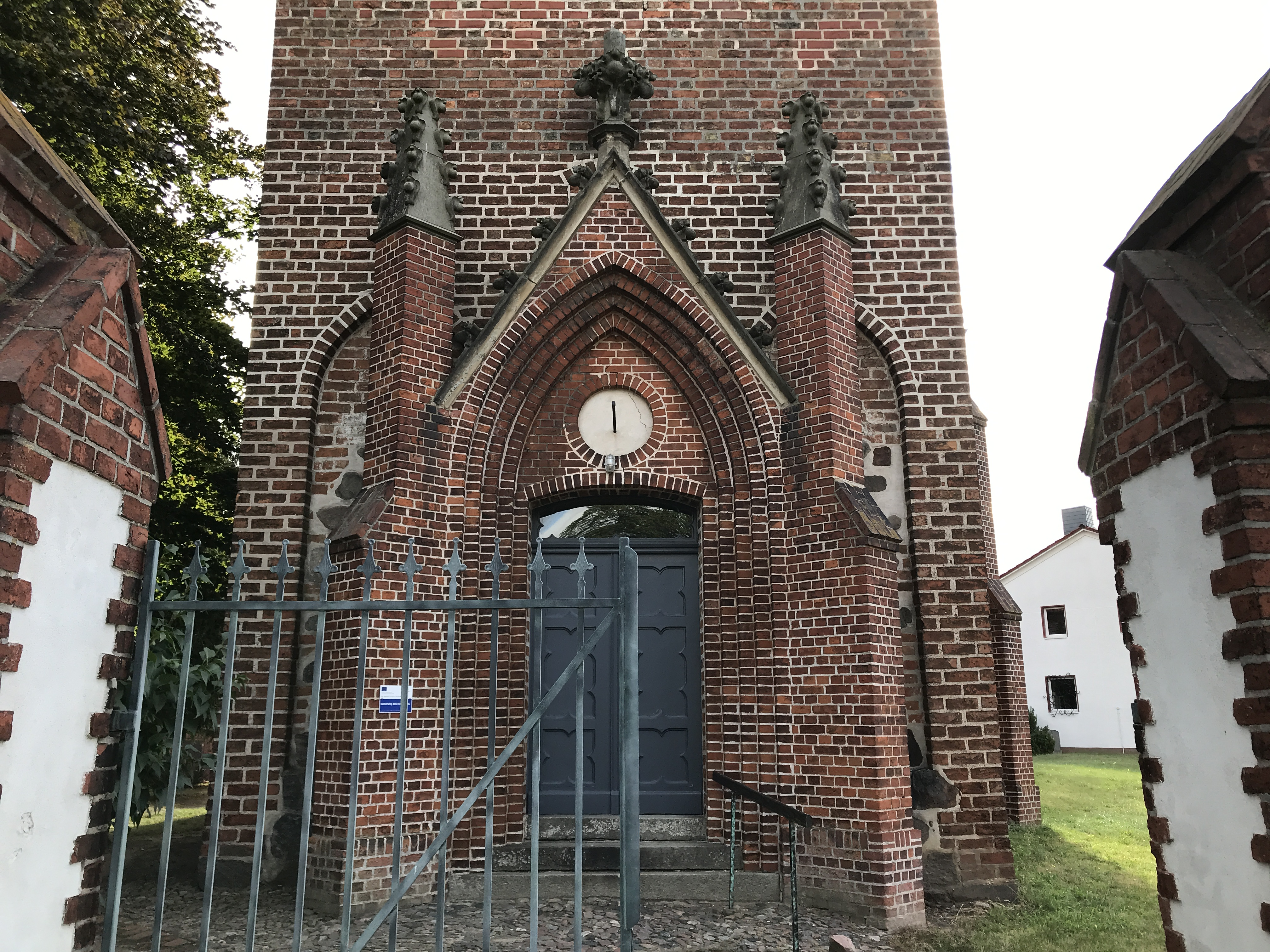
Westportal

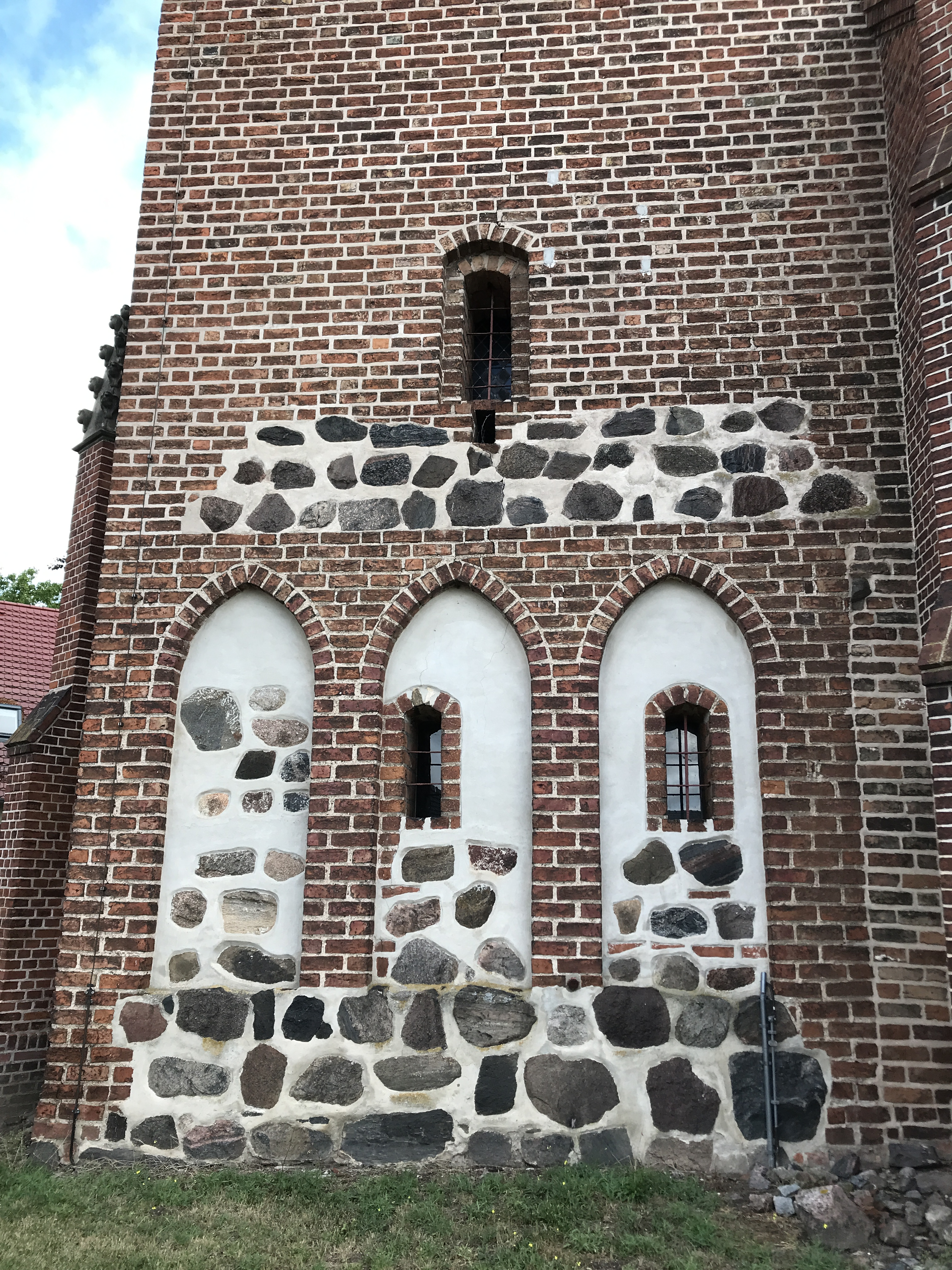
Mittelalterlicher Turmunterbau

Das Bauwerk entstand im Wesentlichen aus rötlichem Mauerstein. Der Chor ist eingezogen und hat einen Fünfachtelschluss. Die fensterlosen Seiten werden an den Ecken durch zweifach getreppte Strebepfeiler stabilisiert. Am Übergang zum Dach ist ein profilierter Fries.
Das Kirchenschiff hat einen rechteckigen Grundriss; seine Ostwand ebenfalls fensterlos. Die Seiten des Langhauses sind streng symmetrisch gegliedert. Insgesamt vier Strebepfeiler spannen zusammen mit den schräg gestellten Strebepfeilern am Chor und dem Kirchturm fünf Felder auf. Dort ist je ein großes, spitzbogenförmiges Fenster.
Der querrechteckige Kirchturm ist gegenüber dem Schiff leicht eingezogen. Er kann von Westen her durch einen kleinen Vorbau betreten werden, in dem eine gedrückt-segmentbogenförmige Pforte in einem spitzbogenförmigen, vierfachgetreppten Portal mit einer darüberliegenden kreisförmigen Blende verbaut wurde. Die Nord- und Südseiten sind im unteren Bereich aus Feldsteinen errichtet, die vom Vorgängerbau stammen. Darüber sind je spitzbogenförmige Blenden, oberhalb ein weiteres Band aus Feldsteinen. Der flache Vorbau von 1883 ist mit Fialen geziert, die einen Krabbenaufsatz tragen. Oberhalb eines Gesimses verjüngt sich der Turm. Dort sind an jeder Seite zwei gekuppelte, ebenfalls spitzbogenförmige Klangarkaden, darüber ein profiliertes Gesims, das ebenfalls mit Fialen besetzt ist. Darüber erhebt sich der ebenfalls mit Krabben besetzte Spitzhelm, der mit einer Kreuzblume und einem Kreuz abschließt.

## Ausstattung
Die vorhandene Kirchenausstattung ist überwiegend eine Stiftung der Ordensgemeinschaft Don Bosco. Aus der Bauzeit stammt die Westempore mit hölzernen Brüstungsfeldern, die auf schlanken Eisensäulen ruht. Ein Ofen stammt aus der Zeit um 1900 und wurde ausweislich einer Inschrift von einem Meister Schulz in der Hölter Eisenhütte hergestellt.
Die Orgel stammt aus dem Vorgängerbau und wurde dort im Jahr 1846 von Gottlieb Heise errichtet, der 1847 starb. Sein Nachfolger, Carl Ludwig Gesell, passte die Orgel 1881 an den neuen Innenraum und die spätromantischen Klangvorstellungen der damaligen Zeit an. Die Orgelpfeifen aus Zinn gingen im Ersten Weltkrieg verloren und wurden durch minderwertige Zinkpfeifen ersetzt. Nach intensiver Suche fand die damalige Pfarrerin Christianie Klußmann die Wuster Orgel in einem Depot der Europa-Universität Viadrina in Frankfurt (Oder). Die Einzelteile waren in über 200 Munitionskisten der NVA eingelagert und wurden von der Firma Alexander Schuke Potsdam Orgelbau gesichtet. Im Archiv der Firma war eine historische Zeichnung des Prospekt sowie der Disposition erhalten geblieben. Auf dieser Grundlage konnte ein Angebot für die Restaurierung und den Wiederaufbau der Orgel erstellt werden. Die veranschlagten Kosten beliefen sich auf 144.000 Euro. Bei genauer Betrachtung des Prospekts wurde deutlich, dass die Orgel in den 1960er Jahren mit einem für die damalige Zeit gängigen, grauen Anstrich versehen worden war. Er überdeckte die ursprüngliche Farbfassung aus einem warmen Grauton, vergoldeten Partien und in dunklen Rottönen gehaltenen Kanten. Aus Kostengründen entschied sich die Kirchengemeinde dafür den grauen Farbton beizubehalten. Bis Ende 2024 konnte das Instrument mit sechs Manuale und zwei Pedalen wieder hergestellt werden.
Im Turm hängt eine Bronzeglocke, die 1480 von Johann Bolzebeck gegossen wurde. Eine weitere Glocke von 1720 wurde im Ersten Weltkrieg eingeschmolzen. Westlich des Bauwerks erinnert ein Denkmal an die Gefallenen aus dem Ersten Weltkrieg.
Das BLDAM würdigt die Kirche als einen „ausgesprochen stattlichen Bau mit nahezu kathedralhaftem Anspruch“. Sie hebt den Turm mit seinem Krabbenbesatz und der Kreuzblume hervor, der „weithin als Landmarke“ wirke. Im Gegensatz dazu stehe der Innenraum, bei „dem man äußerste Sparsamkeit walten ließ, die sich nicht zuletzt in der (zumindest geplanten) Wiederverwendung von Materialien und Teilen der Ausstattung des Vorgängerbaus“ widerspiegele.